# Natalio Lorenzo
Natalio Lorenzo Poquet – noto solo come Natalio – (Valencia, 18 settembre 1984) è un calciatore spagnolo, attaccante del Real Avilés.